# Городской театральный музей Карло Шмидля
Городской театральный музей Карло Шмидля (итал. Civico museo teatrale Carlo Schmidl) — театральный музей в квартале Борго-Терезиано, в городе Триест, в Италии.
Собрания музея занимают дворец Гопцевича, построенный в 1850 году по проекту архитектора Джованни Андреа Берлама. Здание носит имя своего заказчика — судовладельца Спиридиона Гопцевича. Фасад музея, обращенный к Большому каналу, выполнен в эклектическом стиле, украшен красно-желтым орнаментом, статуями, фризами и медальонами с изображениями главных героев битвы на Косовом поле в 1389 году. Интерьеры музея включают залы с мозаичными полами и декорированными потолками. Последние ремонтные работы в здании имели место в 1988 году.
Музей был основан в декабре 1924 года согласно последней воле музыкального издателя и коллекционера Карло Шмидля. В 1924—1991 годах его собрания размещались в театре Верди в Триесте, во время ремонта которого в 1992 году коллекции были временно перенесены во дворец Морпурго на улице Имбриани. 16 декабря 2006 года состоялось открытие музея в новом здании — дворце Гопцевича, которое было предоставлено ему муниципалитетом Триеста.
Музей документирует театральную и музыкальную историю Триеста XIX и XX веков. В его собрания входят плакаты, фотографии, сценические костюмы и истории театральных построек. Особый интерес представляет коллекция музыкальных инструментов с фортепиано, фисгармонией и механическими инструментами, такими как автопиано. В музее также хранится большая библиотека и архив международного значения, который включает большую коллекцию плакатов и театральных программок.